# Редгрейв, Майкл
Сэр Майкл Скудамор Редгрейв (англ. Michael Scudamore Redgrave; 20 марта 1908 — 21 марта 1985) — британский актёр театра и кино, режиссёр, менеджер и писатель.

## Ранние годы
Редгрейв родился в Бристоле, Англия. Его родителями были актёр немого кино Рой Редгрейв и актриса Маргарет Скудамор. Он не знал своего отца, ушедшего из семьи ради продолжения карьеры в Австралии, когда Майклу было всего шесть месяцев. Его мать впоследствии вышла замуж за чайного плантатора капитана Джеймса Андерсона, но Редгрейв не особо любил отчима.
Он учился в Clifton College и в Magdalene College Кембриджского университета. Работал учителем в школе для мальчиков Cranleigh School в графстве Суррей, прежде чем стать актёром в 1934 году. Он ставил с учениками спектакли по «Гамлету», «Буре» и «Королю Лиру», но ему самому не довелось сыграть в них главные роли. Комната, в которой проходили занятия, позже получила его имя. В новом здании школы Guildford School of Acting, открытом в январе 2010 года, есть студия Сэра Майкла Редгрейва.

## Карьера

### Карьера в театре
Редгрейв впервые профессионально выступил на сцене в театре Liverpool Playhouse 30 августа 1934 года в роли Роя Дарвина в спектакле Counsellor-at-Law по Элмеру Райсу, после чего два года провёл в труппе Liverpool Repertory Company, где и познакомился со своей будущей супругой Рэйчел Кемпсон. Они поженились 18 июля 1935 года.

#### 1930-е
По приглашению Тайрона Гатри Редгрейв получил первую роль в лондонском театре: 14 сентября 1936 года в Олд Вик он сыграл Фердинанда из Бесплодных усилий любви Уильяма Шекспира. В сезоне 1936/1937 годов он также исполнил роли мистера Хорнера в Провинциалке, Лаэрт в Гамлете, Уорбек в Эдмонтонской ведьме и Орландо в Как вам это понравится. Последний персонаж пользовался у публики наибольшим успехом. Тогда у него начался роман с Эдит Эванс, игравшей в той постановке Розалинду. Он сказал об этом: «Эдит всегда имела привычку влюбляться в партнёров по спектаклям, просто с нами это зашло несколько дальше». Как вам это понравится был поставлен в New Theatre (ныне — Noël Coward Theatre) в феврале 1937 года, где Редгрейв повторил свою роль.
В Embassy Theatre в марте 1937 воплотил образ Андерсона в мистерии The Bat, прежде чем в апреле вернуться в Олд Вик, заменя Мариус Горинг в роли хора из Генриха V. Среди других его персонажей были Кристофер Дрю в комедии Дэйзи Фишер A Ship Comes Home в (Театр Св. Мартина, май) и Ларри Старр в комедии Филиппа Ливера (Embassy Theatre, июнь), пока не присоединился к труппе Джона Гилгуда в Королевском театре, пробыв там с сентября 1937 по апрель 1938 года, где исполнил роли Болингброка в Ричарде II, Чарльз Сэрфес в Школе злословия и барона Тузенбаха в Трёх сестрах.
Среди других его ролей того периода можно отметить Алексея Турбина в Днях Турбиных (октябрь 1938), Сэр Эндрю Эгьюйчик из Двенадцатой ночи (октябрь 1938) — оба в Phoenix Theatre; Гарри, лорд Мончески в Семейном празднике по Томасу Стернзу Элиоту (Westminster Theatre, март 1939 года) и Генри в Springtime for Henry (гастроли в 1939 году).

#### Вторая мировая война
В лондонских театрах, открытых после начала войны, он исполнил роли капитана Макхита в Опере нищих (Theatre Royal Haymarket , март 1940) и Чарльстона в Thunder Rock (Haymarket Theatre — июнь 1940; театр «Глобус» — июль 1940).
Редгрейв стал моряком Королевского военно-морского флота Великобритании в июле 1941 года, но по состоянию здоровья был переведён в резерв в ноябре 1942 года. Находясь в запасе, он поставил пьесу Lifeline Нормана Армстронга (Duchess Theatre, июль 1942) и The Duke in Darkness Патрика Гамильтона с Лесли Бэнксом в главной роли (St James’s Theatre, октябрь 1942), исполнив в последней роль Грибо.
Среди его работ того времени можно отметить:
- Михаил Ракитин в Месяц в деревне (Иван Тургенев), St James’s Theatre, март 1943
- Лафон в комедии Parisienne Анри Бека (Редгрейв также режиссёр и менеджер), St James’s Theatre, июнь 1943
- Blow Your Own Trumpet, комедия Питера Устинова, режиссёр, Playhouse Theatre, август 1943
- The Wingless Victory, пьеса Максвелла Андерсона, режиссёр, в роли Веры Ингаллс Рэйчел Кемпсон, Phoenix Theatre сентябрь 1943
- Гарри Квинси в Uncle Harry, триллер Томаса Джоба (сорежиссёр Редгрейва — Уильям Армстронг), Рэйчел Кемпсон — Люси Форрест, Garrick Theatre, март 1944
- Полковник Стербинский в Jacobowsky und der Oberst, комедии Франца Верфеля, режиссёр, Рэйчел Кемпсон — Марианна, Piccadilly Theatre, июнь 1945

#### Послевоенные годы
- Заглавная роль в Макбете, Aldwych Theatre, декабрь 1947 и Национальный театр Нью-Йорка (с Флорой Робсон в образе леди Макбет) 31 марта 1948 года
- Капитан в Отце (Юхан Август Стриндберг), Embassy Theatre, ноябрь 1948 и Duchess Theatre, январь 1949
- Этьен в Woman In Love (также режиссёр), Embassy Theatre, апрель 1949

Присоединился к театру Олд Вик в сезоне 1949/1950 годов, где сыграл:
- Бирон в Бесплодных усилиях любви Шекспира
- Марлоу в Ночи ошибок, или Унижении паче гордости Оливера Голдсмита
- Ракитин в Месяце в деревне
- Его первое исполнение Гамлета, показанное также на фестивалях в Цюрихе и Голландии и в замке Кронборг, июнь 1950

#### 1950-е
В июне 1955 года в Apollo сыграл Гектора в Тигре у ворот, повторив роль в нью-йоркском Plymouth Theatre в октябре, премию местных критиков. В Нью-Йорке он поставил Месяц в деревне в Phoenix Theatre в апреле 1956 года, в ноябре того же года на сцене Coronet Theatre срежиссировал Спящего принца, сыграв в нём главную роль — принца-регента.
Вернувшись в Лондон в январе 1958 года Редгрейв появился в образе Филиппа Лестера в спектакле A Touch of the Sun в Saville Theatre (приз Evening Standard Award как лучшему актёру за 1958 год), после чего вернулся к ролям Шекспира в июне 1958, сыграв Гамлета и Бенедикта (Много шума из ничего), отправившись с женой в декабре 1958 года на гастроли в Москву и Ленинград.
В августе 1959 в лондонском Королевском театре сэр Майкл играл Генри Джеймса в собственной адаптации его повести Письма Асперна. В 1962 году он вместе с Морисом Эвансом и Уэнди Хиллер успешно повторил эту роль на Бродвее. Вновь этот спектакль был поставлен в Лондоне в 1984. В нём играли Хиллер (на сей раз мисс Бордеро), Кристофер Рив и дочь Редгрейва — Ванесса.

#### 1960-е
Среди его работ того времени можно отметить:
- Джек Дин в Тигре и лошади Роберта Болта, Королевский театр, август 1960
- Виктор Родос в Покладистом любовнике Грэма Грина, Ethel Barrymore Theatre, Нью-Йорк, ноябрь 1961 (сыгран 101 раз)

Вернувшись в Англию в июле 1962 года он принял участие в театральном фестивале в Чичестере, сыграв главную роль в чеховском Дяде Ване, поставленном Лоренсом Оливье, играющим доктора Астрова. Это спектакль был заснят на плёнку и показан в следующем году в качестве фильма.
В 1963 году в Чичестере Дядя Ваня был вновь показан зрителям, после чего он был показан как один из спектаклей первого сезона Королевского Национального театра, получив восторженные отзывы и вторую победу Редгрейву как лучшему актёру на Evening Standard Award.
Редгрейв сыграл магистра Ланселота Додда в Out of Bounds (также продюсер, Wyndham’s Theatre, ноябрь 1962), после чего 22 октября 1963 года в Олд Вик изобразил врага Гамлета (Питер О’Тул), Клавдия. Этот спектакль, поставленный Оливье, официально открывал Королевского Национального театра, но Саймон Кэллоу назвал его «медленным, торжественным, долгим», тогда как Кен Кэмпбелл довольно ярко описал его как «брошюрная драматургия».
В январе 1964 года в Королевском Национальном театре сыграл главную роль в Выборе Хобсона, признав потом, что этот персонаж был выше его уровня: «Я не смог сделать ланкаширский акцент, что меня ужасно потрясло, от чего пострадали другие спектакли». Там же в июне 1964 сыграл Халвара Сольнеса в Строителе Сольнесе, позже заявив: «Всё пошло не так». Тогда у него проявились первые синдромы болезни Паркинсона, но Редгрейв ещё не знал этого.
В мае и июне 1965 Редгрейв руководил церемонией открытия Yvonne Arnaud Theatre в Гилфорде, где он также поставил Месяц в деревне, сыграв Ракитина вместе с Ингрид Бергман в роли Натальи Петровны, и Самсона в Самсоне-борце (исполнительница роли Хора — евреев из колена Данова — Рэйчел Кемпсон). Он снова играл Ракитина в сентябре 1965 года в лондонском Cambridge Theatre.

#### 1970-е
В июле 1971 года в Mermaid Theatre Редгрейв играл мистера Джереби в пьесе The Old Boys Уильяма Тревора, когда с ним случился неприятный случай. Он заявлял, что «моя память ушла», «больно читать строки текста с помощью суфлёра» и «это явно мешает освоению новых пьес».
Однако ему успешно удалось исполнить роль отца в Путешествии вокруг моего отца Джона Мортимера в Haymarket Theatre, повторив её на гастролях в Канаде и Австралии в 1972 — 1973 годах. Международные гастроли продолжились с антологией The Hollow Crown в 1974 — 1975 годах в Австралии и США, а в 1976 — 1977 он совершил поездку по Южной Америке, Канаде и Великобритании со спектаклем Shakespeare’s People.
В последний раз Редгрейв вышел на сцену в мае 1979, когда он изобразил Джаспера в пьесе Саймона Грея Close of Play, поставленного на сцене Литтелтон Королевского Национального театра. Эта роль не требовала ни слов, ни движений. Данный персонаж был основан на истории отца Грея, умершего за год до написания пьесы. Грей сказал: «Джаспер на самом деле мёртв, но вынужден терпеть, как живой, традиционное английское воскресенье, беспомощен в своём любимом кресле, как трое его сыновей и их жёны гибнут в обычном английском среднем классе, стиль, иногда обвиняя его, иногда обращаясь к нему за помощью и прося у его ног прощения, но не обращая на него внимания. Другими словами, я засунул его в ад, который, оказывается, „жизнь, сама старая жизнь“».
Одной из его последних работ было чтение «Поэмы о старом моряке» Сэмюэла Тейлора Кольриджа, которое оформил как киноспектакль продюсер и режиссёр Рауль да Силва. Лента была удостоена пяти наград на различных фестивалях.

### Кино и телевидение
Редгрейв впервые появился в кино в эпизодической роли в ленте Альфреда Хичкока «Секретный агент» и даже не был указан в титрах. Также он появился в снятом в Александра-палас телефильме BBC по Ромео и Джульетте. Его первая главная роль в кино была в фильме Хичкока «Леди исчезает» (1938). Редгрейв также снялся в «Звёзды смотрят вниз» Кэрола Рида (1939) и исполнил вошедшую в историю мирового кино роль чревовещателя в фильме «Глубокой ночью» (1945).
Его первым американским кинофильмом был «Траур к лицу Электре» (1947), за роль в котором он получил приз Национального совета кинокритиков США за лучшую мужскую роль и номинацию на «„Оскар“ в этой же категории». Позже он снялся в ленте «Версия Браунинга» (1951, приз Каннского кинофестиваля за лучшую мужскую роль) по одноимённой пьесе Теренса Реттигена. Daily Mirror назвал игру Редгрейва в этом фильме «как один из величайших спектаклей, когда-либо увиденных в кино». Среди его актёрских работ также можно отметить фильмы «Как важно быть серьёзным» (1952), «Разрушители плотин» (1954), «Ночь, в которую мне суждено погибнуть» (1955, номинация на премию BAFTA за лучшую мужскую роль среди британцев), «1984» (1956) и «Безжалостное время» (1957, номинация на премию BAFTA за лучшую мужскую роль среди британцев).
На телевидении он был рассказчиком в документальном сериале о Первой мировой войне Великая война (1964), а также Lost Peace (BBC, 1964 и 1966). Комментируя последний из них, Филипп Пурсер писал: «повествование, которое ведёт сэр Майкл Редгрейв, с самого начала идёт пессимистично».

## Личная жизнь
С 1935 года и до своей смерти в 1985 году Редгрейв был женат на актрисе Рэйчел Кемпсон. Их дети, Ванесса (род. 1937), Корин (1939—2010) и Линн Редгрейв (1943—2010), также стали актёрами.
Редгрейв был бисексуалом.

## Последние годы и смерть
В 1976 году у Редгрейва диагностировали болезнь Паркинсона. 21 марта 1985, на следующий день после своего 77-летия, он скончался в доме престарелых в городе Денхэм, графство Бакингемшир. Его тело было кремировано, а прах был развеян в парке при Церкви Святого Павла.

## Признания и награды
Редгрейв дважды (1958 и 1963) выиграл призы Evening Standard Award как лучший актёр и тогда же дважды получал награду «Актёр года» от Variety, the Children’s Charity.
Удостоен ордена Британской империи в степени командора (CBE) в 1952 году и посвящён в рыцари в 1959 году. Также получил титул командора ордена Данеброга (Дания, 1955).
Редгрейв стал первым президентом English Speaking Board в 1953 году и президентом Questors Theatre в 1958 году.
В 1966 году он получил почётную докторскую степень от Бристольского университета.
Театр в Фарнеме, существовавший в 1974—1998 годах, был назван в его честь.

## Фильмография
| Год       |     | Русское название                                   | Оригинальное название                            | Роль                        |
| --------- | --- | -------------------------------------------------- | ------------------------------------------------ | --------------------------- |
| 1936      | ф   | Секретный агент                                    | Secret Agent                                     | капитан                     |
| 1938      | ф   |                                                    | Climbing High                                    | Ники Брук                   |
| 1938      | ф   | Леди исчезает                                      | The Lady Vanishes                                | Гилберт                     |
| 1939      | ф   | Украденная жизнь                                   | Stolen Life                                      | Алан Маккензи               |
| 1939      | тф  | Двенадцатая ночь                                   | Twelfth Night                                    | сэр Эндрю Эгьючик           |
| 1940      | ф   | Звёзды смотрят вниз                                | The Stars Look Down                              | Дэйви Фенвик                |
| 1940      | ф   |                                                    | A Window in London                               | Питер                       |
| 1941      | ф   | Киппс                                              | Kipps                                            | Киппс                       |
| 1941      | ф   |                                                    | Atlantic Ferry                                   | Чарльз Макайвер             |
| 1941      | ф   |                                                    | Jeannie                                          | Стэнли Смит                 |
| 1942      | ф   |                                                    | The Big Blockade                                 | русский                     |
| 1942      | ф   |                                                    | Thunder Rock                                     | Дэвид Чарльстон             |
| 1945      | ф   |                                                    | The Way to the Stars                             | лейтенант Дэвид Эрчдейл     |
| 1945      | ф   | Глубокой ночью                                     | Dead of Night                                    | Максвелл Фрере              |
| 1946      | ф   |                                                    | The Years Between                                | Майкл Вентворт              |
| 1946      | ф   |                                                    | The Captive Heart                                | капитан Карел Хасек         |
| 1947      | ф   | Человек внутри                                     | The Man Within                                   | Ричард Карлион              |
| 1947      | ф   |                                                    | Fame Is the Spur                                 | Хэмер Редшоу                |
| 1947      | ф   | Тайна за дверью                                    | Secret Beyond the Door                           | Марк Лэмфер                 |
| 1947      | ф   | Траур к лицу Электре                               | Mourning Becomes Electra                         | Орин Мэннон                 |
| 1951      | ф   | Версия Браунинга                                   | The Browning Version                             | Эндрю Крокер-Харрис         |
| 1951      | ф   | Волшебный ящик                                     | The Magic Box                                    | месье Леже                  |
| 1952      | ф   | Как важно быть серьёзным                           | The Importance of Being Earnest                  | Джек Уортинг                |
| 1954      | ф   |                                                    | The Green Scarf                                  | Мэтр Делиот                 |
| 1954      | ф   |                                                    | The Sea Shall Not Have Them                      | коммодор авиации Уолтби     |
| 1955      | ф   | Ночь, в которую мне суждено погибнуть              | The Night My Number Came Up                      | маршал авиации Харди        |
| 1955      | ф   | Мистер Аркадин                                     | Mr. Arkadin                                      | Бургомил Требич             |
| 1955      | ф   | О… Розалинда!!                                     | Oh… Rosalinda!!                                  | полковник Эйзенштейн        |
| 1955      | ф   | Разрушители плотин                                 | The Dam Busters                                  | доктор Барнс Уоллис         |
| 1956      | ф   | 1984                                               | Nineteen Eighty-Four                             | генерал О’Коннор            |
| 1957      | ф   | Безжалостное время                                 | Time Without Pity                                | Дэвид Грэм                  |
| 1957      | ф   | Счастливая дорога                                  | The Happy Road                                   | генерал Мэдворф             |
| 1957      | с   |                                                    | Producers' Showcase                              | Рагглс                      |
| 1958      | ф   |                                                    | Law and Disorder                                 | Перси Брэнд                 |
| 1958      | ф   |                                                    | Behind the Mask                                  | сэр Артур Бенсон Грей       |
| 1958      | ф   | Тихий американец                                   | The Quiet American                               | Томас Фаулер                |
| 1959      | ф   | Пожмите руку дьяволу                               | Shake Hands with the Devil                       | генерал                     |
| 1959      | ф   | Крушение Мэри Дир                                  | The Wreck of the Mary Deare                      | мистер Ниленд               |
| 1961      | ф   | Невинные                                           | The Innocents                                    | дядя                        |
| 1961      | ф   |                                                    | No My Darling Daughter                           | сэр Мэттью Карр             |
| 1962      | док |                                                    | Shakespeare: Soul of an Age                      | Макбет                      |
| 1962      | ф   | Одиночество бегуна на длинные дистанции            | The Loneliness of the Long Distance Runner       | директор учреждения         |
| 1963      | тф  | Гедда Габлер                                       | Hedda Gabler                                     | Йорген Тесман               |
| 1963      | с   |                                                    | ITV Television Playhouse                         | имя персонажа неизвестно    |
| 1963      | ф   | Дядя Ваня                                          | Uncle Vanya                                      | Иван Петрович Войницкий     |
| 1965      | ф   | Юный Кэссиди                                       | Young Cassidy                                    | Уильям Батлер Йейтс         |
| 1965      | ф   | Герои Телемарка                                    | The Heroes of Telemark                           | дядя                        |
| 1965      | ф   | Холм                                               | The Hill                                         | офицер медицинской службы   |
| 1966      | с   |                                                    | ABC Stage 67                                     | сэр Саймон Кентервиль       |
| 1966      | тф  | Алиса в Стране чудес                               | Alice in Wonderland                              | гусеница                    |
| 1967      | тф  |                                                    | Mr. Dickens of London                            | Чарльз Диккенс              |
| 1967      | ф   | 25-й час                                           | La vingt-cinquième heure                         | адвокат ответчика           |
| 1968      | ф   | Задание К                                          | Assignment K                                     | Харрис                      |
| 1968      | тф  | Хайди                                              | Heidi                                            | дедушка Хайди               |
| 1968      | с   |                                                    | The World of Beachcomber                         | разные роли                 |
| 1968      | с   |                                                    | The Wednesday Play                               | месье Барнетт               |
| 1968—1971 | с   |                                                    | BBC Play of the Month                            | Просперо / статуя командора |
| 1969      | тф  | Дэвид Копперфильд                                  | David Copperfield                                | Дэн Пегготти                |
| 1969      | ф   | Битва за Британию                                  | Battle of Britain                                | вице-маршал авиации Эвилл   |
| 1969      | ф   | До свиданья, мистер Чипс                           | Goodbye, Mr. Chips                               | директор школы              |
| 1969      | ф   | О, что за чудесная война                           | Oh! What a Lovely War                            | генерал сэр Генри Уилсон    |
| 1970      | ф   | Связанные комнаты                                  | Connecting Rooms                                 | Джеймс Уоллрэвен            |
| 1970      | ф   | До свидания, близнецы                              | Goodbye Gemini                                   | Джеймс Хэррингтон-Смит      |
| 1970      | ф   | Посредник                                          | The Go-Between                                   | взрослый Лео Колстон        |
| 1970      | с   |                                                    | ITV Saturday Night Theatre                       | Полоний                     |
| 1971      | ф   | Николай и Александра                               | Nicholas and Alexandra                           | Сергей Сазонов              |
| 1971      | кор | Рождественская песнь                               | A Christmas Carol                                | рассказчик                  |
| 1972      | ф   |                                                    | Оригинальное название неизвестно                 | Эрих Фритч                  |
| 1973      | тф  | Доктор Джекил и мистер Хайд                        | Dr. Jekyll and Mr. Hyde                          | Дэнверс                     |
| 1973      | с   |                                                    | The CBS Festival of Lively Arts for Young People | рассказчик                  |
| 1975      | ф   | Поэма о старом моряке (Сказание о старом мореходе) | Rime of the Ancient Mariner                      | старый моряк                |